# کیونگا

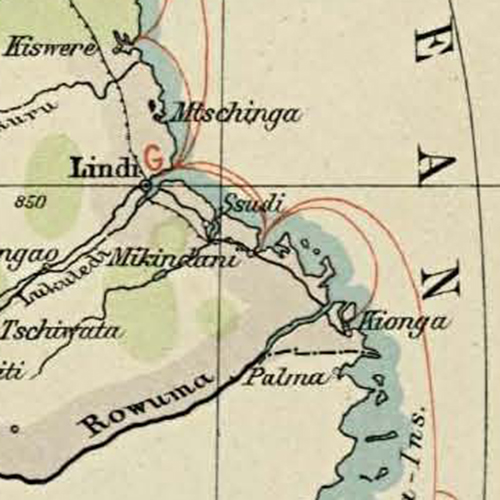
مثلث کیونگا در یک نقشهٔ قدیمی آلمانی

کیونگا (Kionga یا Quionga) یا مثلث کیونگا سرزمین مرزی کوچکی بود میان آفریقای خاوری آلمان (که بخش بیشترش کشور تانزانیای کنونی را می‌سازد) و آفریقای خاوری پرتغال (موزامبیک کنونی). مساحت این سرزمین روی هم رفته هزار کیلومتر مربع بود.
این منطقه نزد آلمانها یک پاسگاه مرزی در جنوب رود رووما بود و در ۱۹۱۰ میلادی ۴هزارتن باشنده داشت. در ۱۹۱۶ میلادی و پی‌رو رویدادهای جنگ جهانی اول پرتغال این سرزمین را به اشغال درآورد. بر طبق پیمان ورسای کیونگا به پرتغال واگذارشد. سرانجام در پی استقلال موزامبیک در ۲۵ ژوئن ۱۹۷۵ کیونگا به عنوان بخشی از استان کابو دلگادو بدین کشور رسید.